# Stelgistra
Stelgistra is een geslacht van kreeftachtigen uit de klasse van de Malacostraca (hogere kreeftachtigen).

## Soort
- Stelgistra stormi (de Man, 1895)